# NGC 3241
NGC 3241 је спирална галаксија у сазвежђу Шмрк (Пумпа) која се налази на NGC листи објеката дубоког неба.
Деклинација објекта је - 32° 29' 0" а ректасцензија 10h 24m 17,0s. Привидна величина (магнитуда) објекта NGC 3241 износи 12,1 а фотографска магнитуда 12,9. Налази се на удаљености од 39,800 милиона парсека од Сунца. NGC 3241 је још познат и под ознакама ESO 436-16, MCG -5-25-2, IRAS 10220-3213, PGC 30498.